# Chaetarcturus aculeatus
Chaetarcturus aculeatus is een pissebed uit de familie Antarcturidae. De wetenschappelijke naam van de soort is voor het eerst geldig gepubliceerd in 1967 door Kussakin.